# Brettiopsis triplex
Brettiopsis triplex är en mossdjursart som först beskrevs av Roxanne Irene Hastings 1943.  Brettiopsis triplex ingår i släktet Brettiopsis och familjen Scrupariidae. Inga underarter finns listade i Catalogue of Life.